# بئر غاطس
البئر الغاطس هو حوض دائم التدفق بالمياه يتم استخدامها عادة في المقاهي ومحلات الآيس كريم لغسل الأواني. يمكن وضع مغارف الآيس كريم وغيرها من أدوات إعداد الطعام تحت تيار المياة المستمر من أجل إزالة المواد المثيرة للحساسية وحمايتها من نمو البكتيريا.  تحتوي معظم الآبار الغاطسة على حنفية واحدة ويمكن ضبطها لاستخدام المياه الساخنة أو الباردة. وكأي جهاز تجاري، يتم فتح صمامات الآبار الغاطسة بكامل طاقتها خلال جميع ساعات الخدمة. كما تم استخدام الآبار الغاطسة كعناصر أساسية في التجارب الدوائية.

## الانتقاد
تم انتقاد الآبار الغاطسة في الولايات المتحدة لإهدارها المياه حيث أنها تقوم في المتوسط بضخ من 30 إلى 60 جالونا (110 إلى 230 لترًا) من المياه في الساعة، وعادةً ما يتم تركها تعمل بشكل مستمر.  ولأن احتمالية إهدار المياه تواجهها إمكانية زيادة التطهير، فإن معظم اللوائح الصحية لا تحظر أو تفرض الآبار الغاطسة. و في عام 1988 تم تقدير أن البئر الغاطس الواحد الذي يعمل 12 ساعة في يوم العمل الواحد  يمكن أن يستهلك ما يصل إلى 260,000 جالونًا أمريكيًا (980 متر مكعب) من المياه سنويًا. وقد وجد أن بعض المؤسسات تترك الآبار الغاطسة تعمل حتى أثناء إغلاقها.
على سبيل المثال، تم استهداف شركة ستاربكس عام 2008 بسبب إهدار أكثر من 6 ملايين جالونًا أمريكيًا (23,000 متر مكعب) من المياه يوميًا من خلال استخدام الآبار الغاطسة.  و حظرت أنظمة الصحة والسلامة في الشركة الإغلاق الفوري لآبار ستاربكس الغاطسة من أجل منع تكاثر مسببات الأمراض، ولكن في نفس الوقت واصلت العمل نحو بدائل صديقة للبيئة